# واحد منبع تغذیه

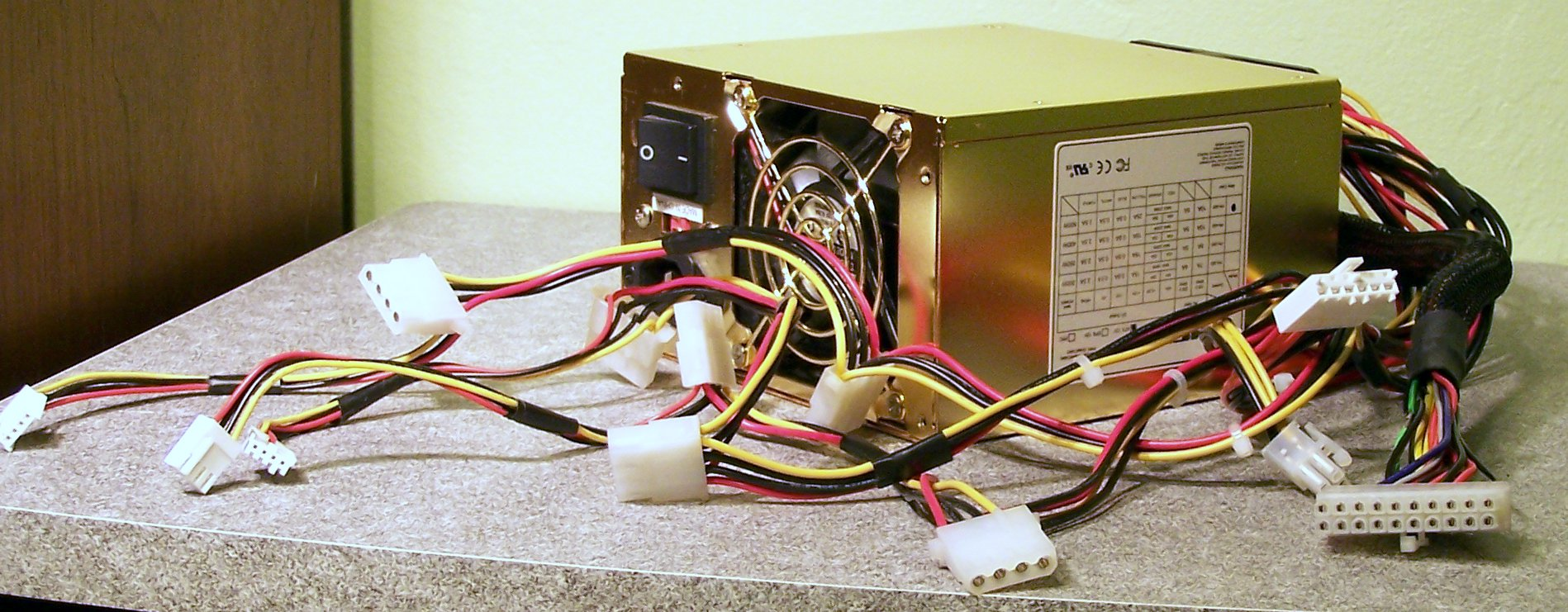
واحد منبع تغذیه

واحد منبع تغذیه (به انگلیسی: Power supply unit) (اختصاری PSU) یک دستگاه الکتریکی است که مسئول تأمین و تنظیم جریان الکتریکی در دستگاه های الکترونیکی از جمله رایانه می‌باشد. این قطعه می تواند به صورت جعبه‌ای و مستقل یا به صورت اختصاصی روی برد مدار چاپی در دستگاه قرار بگیرد. منابع تغذیه رایانه‌های شخصی به صورت جعبه ای و مستقل و از نوع سوئیچینگ می‌باشند. اما در لپ تاپ ها روی برد مدار چاپی طراحی و تعبیه شده است. منابع تغذیه کامپیوتر معمولاً ولتاژهای ۵، ۵-، ۱۲، ۱۲- و ۳/۳ را تولید می‌کنند. واحد منبع تغذیه دارای یک فن (هواکش) نیز می‌باشد که علاوه بر خنک کردن خود منبع تغذیه باعث جریان هوا در داخل جعبه رایانه می‌گردد. منابع تغذیه رایانه تا کنون در دو نوع تولید شده‌اند:
- AT
- ATX

امروزه در رایانه‌های شخصی از نوع ATX رایج است و این نوع منابع توانایی خاموش شدن توسط برد اصلی را دارا می‌باشند و تقریباً مهم‌ترین قطعهٔ سخت‌افزاری به حساب می‌آید که بروز اختلال در سیستم کارکردش موجب نوسان برق خروجی شده که باعث سوختن تمامی لوازمی که به‌طور مستقیم از منبع تغذیه تأمین جریان می‌کنند یا باعث نیم سوز شدن خواهد شد. برای انتخاب یک منبع تغذیهٔ مناسب باید علیرغم توجه به مارک و تأیید شرکتهای تولید کنندهٔ سخت‌افزار باید طبق جدول مقادیر مصرف قطعات مختلف و جمع کردن مقدار مصرف کلیهٔ قطعات منبعی با وات مناسب واقعی تهیه کرد.

## انواع منبع تغذیه
منابع تغذیه از نظر ورودی و خروجی به 4 دسته تقسیم می شوند:
- ورودی AC / خروجی AC: این نوع منبع تغذیه از ساده ترین نوع منبع تغذیه می باشد. در صورتی که عملکرد دستگاه با ولتاژ 220 ولت AC یا همان برق شهر سازگار باشد نیازی به تبدیل سطح ولتاژ نبوده و تنها می بایست از المان های محافظت استفاده کرد. اما اگر ولتاژ مورد نیاز دستگاه کمتر از 220 ولت باشد (به عنوان مثال 12 یا 24 ولت AC) در اینصورت به تبدیل سطح ولتاژ نیاز خواهیم داشت که این تبدیل توسط یک ترانسفورماتور به سادگی انجام پذیر است.
- ورودی DC / خروجی DC: این نوع منبع تغذیه از نظر پیچیدگی در سطح بالاتری قرار دارد. در این مورد هم در صورتی که دستگاه تنها به ولتاژ ورودی (فرض کنید 24 ولت) نیاز داشته باشد، فقط استفاده از المان های حفاظتی کفایت می کند. اما در صورتی که سطوح ولتاژ مختلف نیاز باشد باید از مدارات الکترونیکی که عموما شامل رگولاتور ها است بهره جست.
- ورودی AC / خروجی DC: این نوع منبع تغذیه به دلیل اینکه فرم ورودی را تغییر می دهد نسبت به دو مورد قبلی سخت تر و پیچیده تر است. در این منبع تغذیه ولتاژ متناوب وارد شده به ولتاژ مسقیم تبدیل می شود و در خروجی قرار می گیرد. به مانند مورد قبلی، در این منبع تغذیه هم ممکن است سطوح ولتاژی مختلفی بر مبنای نیاز دستگاه ساخته شود.
- ورودی DC / خروجی AC: به این نوع منبع تغذیه اینورتر هم گفته می شود که پیچیده ترین عملکرد را بین دیگر منبع تغذیه ها دارند. اصولا تبدیل ولتاژ متناوب به ولتاژ مستقیم ساده تر از تبدیل ولتاژ مستقیم به متناوب می باشد. چراکه در تبدیل ولتاژ AC به DC فرکانس حذف می شود ولی در نقطه مقابل یعنی تبدیل DC به AC باید فرکانس اضافه شود تا ولتاژ مورد نظر به AC تبدیل شود.

منبع تغذیه سوئیچینگ (SMPS): کاهش ولتاژ AC جهت رسیدن به دامنه مطلوب جریان متناوب (AC) و یا تبدیل به جریان مستقیم (DC). بطور مثال منابع تغذیه سوئیچینگ، برق AC را یکسو کرده و با استفاده از متد سوئیچ جریان بار (ON/OFF) به ولتاژ دلخواه دست می یابد.
منبع تغذیه بدون وقفه (UPS): تجهیزی است که زمانی که برق می رود، انرژی بار را تامین میکند. کاربرد : برق اضطراری آسانسورها و بیمارستان‌ها و...
منبع تغذیه ولتاژ بالا (High voltage): تامین ولتاژ های بالا مانند 1kV
منبع تغذیه جریان بالا: جریان های بالا مانند 20A به بالا برای کاربردهای جوشکاری
هدف از این مقاله معرفی منابع تغذیه DC است. ابتدا سیگنال AC از یک ترانسفورماتور دامنه آن کاهش یافته سپس بعد از عبور یکسوساز ( بطور مثال پل دیودی) سیگنال تمام موج بدست می آید. سپس با عبور از یک فیلتر الکترونیکی شکل موج ریپل دار بدست می آید. با عبور از بلوک رگولاتور ولتاژ DC تثبیت شده حاصل میگردد.